# Cheracebus lugens
Cheracebus lugens (лат. ) — вид приматов семейства Саковые.

## Описание
Этот вид входит в одну группу с Cheracebus torquatus, Cheracebus purinus, Cheracebus medemi, Cheracebus regulus и Cheracebus lucifer. Конечности, хвост, голова, бока и нижняя часть тела чёрные, по бокам шерсть имеет коричневатый налёт, горло и ладони белые. Отличается от C. torquatus, C. purinus и C. regulus чёрной грудью и брюхом, а также белыми ладонями, от C. lucifer отличается полностью чёрным окрасом головы и отсутствием красноватого цвета затылка, а также цветом ладоней, от C. medemi отличается белыми, а не чёрными ладонями.

## Поведение
Как и остальные прыгуны, этот вид всеяден, в рационе листья, фрукты, мелкие животные. Образует небольшие семейные группы, каждая группа достаточно агрессивно защищает свою территорию.

## Распространение
Ареал расположен между реками Риу-Бранку и Риу-Негру в Бразилии, доходя на севере до Ориноко в Венесуэле и верховий Жапуры в Колумбии.